# بیزیل امت
بیزیل اِمِـت (انگلیسی: Basil Emmott؛ ‏ ۵ ژوئیهٔ ۱۸۹۴ – ۲۳ ژانویهٔ ۱۹۷۶) فیلم‌بردار اهل بریتانیا بود. وی بین سال‌های ۱۹۲۱ تا ۱۹۶۵ میلادی فعالیت می‌کرد.
از فیلم‌هایی که وی در آن‌ها نقش داشته‌است، می‌توان به پر، چشمان اسپانیایی، بازی بزرگ، چه بلایی بر سر هارکنس آمد؟، پدر و پسر، نه و چهل و پنج دقیقه، دختر دارای مال و منال، کسب‌وکار حسابی، کرکس، گرزه‌مار، نخست‌وزیر، فلایینگ فورترس، نقطه فروپاشی و دردسر در فروشگاه اشاره نمود.